# Fernand Loriot
Fernand Loriot (* 10. Oktober 1870 in Ceton; † 12. Oktober 1932) war ein französischer Pazifist und Mitbegründer der Französischen Kommunistischen Partei (PCF). Loriot, von Beruf Lehrer, setzte sich aktiv für die Bildung der Lehrergewerkschaft ein.